# Nuraghe Lugherras
Il nuraghe Lugherras è un nuraghe situato nel comune di Paulilatino, in provincia di Oristano.

## Il nuraghe

### Struttura del nuraghe
Il nuraghe Lugherras è uno dei tanti nuraghi presenti nel territorio comunale di Paulilatino, (circa centodieci) è un nuraghe polilobato e ha il suo nucleo nel mastio centrale, un nuraghe monotorre risalente all'età del Bronzo Medio (1600 - 1300 a.C.), con un architrave ciclopico e due camere sovrapposte; invece si pensa risalga all'età del Bronzo Recente (1300 - 1150 a.C.), quindi ad una fase successiva della civiltà nuragica, il bastione trilobato che venne costruito attorno al nuraghe centrale; il bastione trilobato rinchiude un cortile, difeso da una torretta. L'intero complesso trilobato è circondato da un antemurale pentagonale con quattro torri. Nelle vicinanze del nuraghe è presente una tomba dei giganti, con una rara stele quadrangolare.

### Strutture successive all'età nuragica
Il nuraghe venne utilizzato fino al periodo cartaginese, (VI secolo - 238 a.C.) e anche in quello romano (238 a.C. - 456 d.C.), quando sulla sommità della struttura venne edificato un tempio dedicato a Demetra e Kore.

## Gli scavi
A partire dal 1906 il nuraghe cominciò a essere scavato e studiato, gli scavi portarono alla luce una grande quantità di reperti, lucerne votive di terracotta, da cui deriverebbe il nome del nuraghe stesso, dal sardo lugherras, cioè lucerne. Le lucerne erano spesso di figura femminile, vennero ritrovati anche bruciaprofumi, monete puniche e romane, statuette e anche reperti nuragici più antichi.